# متسن
متسن (به آلمانی: Meezen) یک شهر در آلمان است که در Mittelholstein واقع شده‌است. متسن ۳۹۷ نفر جمعیت دارد.